# Diego Dorta
Diego Martín Dorta Montes (Montevideo, Uruguay, 31 de diciembre de 1971) es un ex-futbolista uruguayo que jugaba como centrocampista y destacó en Peñarol de Uruguay.

## Trayectoria
Diego Dorta debutó profesionalmente en el año 1988, jugando en el Central Español Fútbol Club de Montevideo, donde permaneció hasta 1991. 
Desde ese año y hasta 1995 jugaría en el Club Atlético Peñarol, equipo en el que pasaría sus años más destacados. 
Entre 1995 y 1997 fue parte del Club Atlético Independiente de Argentina. 
En 1998 volvió a Peñarol solo por esa temporada, procediendo a retirarse del fútbol profesional a los 27 años.
Con la selección nacional de Uruguay debutó el 23 de marzo de 1990, disputando 23 partidos. Su último encuentro vistiendo la camiseta celeste fue el 7 de julio de 1996. Fue parte integrante del plantel campeón de la Copa América 1995.

## Clubes
| Club            | País      | Año       |
| --------------- | --------- | --------- |
| Central Español | Uruguay   | 1988-1991 |
| Peñarol         | Uruguay   | 1991-1995 |
| Independiente   | Argentina | 1995-1997 |
| Peñarol         | Uruguay   | 1998      |

## Títulos
| Título                 | Equipo        | País      | Año  |
| ---------------------- | ------------- | --------- | ---- |
| Campeonato Uruguayo    | Peñarol       | Uruguay   | 1993 |
| Campeonato Uruguayo    | Peñarol       | Uruguay   | 1994 |
| Copa América           | Uruguay       | Uruguay   | 1995 |
| Supercopa Sudamericana | Independiente | Argentina | 1995 |